# Ostřice prosová
Ostřice prosová (Carex panicea) je druh jednoděložné rostliny z čeledi šáchorovité (Cyperaceae).

## Popis
Jedná se o rostlinu dosahující výšky nejčastěji 10–40 cm. Je vytrvalá netrsnatá s plazivými oddenky a tenkými výběžky, na konci vystoupavými. Listy jsou střídavé, přisedlé, s listovými pochvami. Lodyha je delší než listy, tupě trojhranná a spíše hladká. Čepele jsou asi 2–4, vzácněji až 6 mm široké, trochu žlábkovité, sivozelené až modrozelené. Pochvy dolních listů jsou světle hnědé až šedavé, nerozpadavé, bazální jsou bezlisté. Ostřice prosová patří mezi různoklasé ostřice, nahoře jsou klásky čistě samčí, dole čistě samičí. Samčí klásek bývá pouze jeden, samičí bývají 1–3, poměrně řídkokvěté. Listeny mají většinou vyvinutou čepel, dolní listen je delší než klásek, ale kratší než květenství, zřetelně pochvatý. Okvětí chybí. V samčích květech jsou zpravidla 3 tyčinky. Čnělky jsou většinou 3. Plodem je mošnička, která je asi 3,5–4 mm dlouhá, hnědavá až olivově zelená, nápadně vejcovitá až elipsoidní, trojhranná a nezřetelně žilkovaná, zobánek je krátký, bezzubý nebo nezřetelně dvouzubý, asymetricky nasazený. Každá mošnička je podepřená plevou, která je nachově černohnědá, na hřbetě s 1–3 zelenými žilkami a na okraji má úzký bělomázdřitý lem. V ČR kvete nejčastěji v dubnu až v červnu. Počet chromozómů: 2n = 32.

## Rozšíření
Ostřice prosová roste ve velké části Evropy, skoro chybí jen na úplném jihu, dále roste v západní Asii až po jižní Sibiř, a v Grónsku. Byla zavlečena do Severní Ameriky, někteří autoři se domnívají že už Vikingy. Mapka rozšíření je zde: .

## Rozšíření v Česku
V ČR roste roztroušeně od nížin do hor, většinou na vlhkých rašelinných až slatinných loukách. Jelikož je poměrně nízká, nesvědčí ji enormní eutrofisace a zarůstání konkurenčně silnými expanzívními druhy.